# Oxypetalum montanum
Oxypetalum montanum är en oleanderväxtart som beskrevs av Carl Friedrich Philipp von Martius. Oxypetalum montanum ingår i släktet Oxypetalum och familjen oleanderväxter. Inga underarter finns listade i Catalogue of Life.